# رولاند وابرا
رولاند وابرا (انگلیسی: Roland Wabra; ۲۵ نوامبر ۱۹۳۵ – ۱۷ اکتبر ۱۹۹۴) بازیکن فوتبال اهل آلمان بود.
از باشگاه‌هایی که در آن بازی کرده‌است می‌توان به باشگاه فوتبال نورنبرگ اشاره کرد.